# Babylonia spirata
Babylonia spirata is een slakkensoort uit de familie Babyloniidae. De wetenschappelijke naam werd gepubliceerd in 1758 door Carl Linnaeus in de tiende editie van Systema naturae.